# Dolmen de la Baume
Le dolmen de la Baume est un dolmen situé sur le causse de Sauveterre, sur le territoire de la commune de Gorges du Tarn Causses, dans le département de la Lozère en France.

## Description
Le dolmen est un dolmen simple (sans couloir) enserré dans un tumulus d'environ 10 m de diamètre. Il ouvre à l'est. La chambre mesure environ 2,50 m de long. Elle est surmontée d'une table de couverture (4,34 m de long sur 1,24 à 2,21 m de large et 0,48 m d'épaisseur) massive dont le poids est estimé à au moins 8 tonnes. Le monument a probablement été fouillé au XIXe siècle par le docteur Prunières.